# Блаце (Петровец)
Блаце (мкд. Блаце) су насеље у Северној Македонији, у северном делу државе. Блаце припадају општини Петровец, која окупља источна предграђа Града Скопља.

## Географија
Блаце су смештене у северном делу Северне Македоније. Од најближег већег града, Скопља, насеље је удаљено 30 km источно.
Насеље Блаце је у оквиру историјске области Блатија, која се обухвата источни део Скопског поља. Насеље је смештено изнад поља, у брдовитом крају Которцима. Пар километара источно протиче река Пчиња. Надморска висина насеља је приближно 430 метара.
Месна клима је континентална.

## Становништво
Блаце су према последњем попису из 2002. године имале 29 становника.
Претежно становништво у насељу су етнички Македонци (100%).
Већинска вероисповест је православље.